# 宣慈皇后
宣慈皇后（せんじこうごう）は、後周の世宗柴栄の2番目の皇后。姓は符氏。最初の皇后であった宣懿皇后の妹で、小符皇后（しょうふこうごう）とも呼ばれる。宋代には太祖（趙匡胤）により周太后（しゅうたいごう）と呼ばれた。太祖の弟太宗の妻の符氏（太宗の即位前に死去して懿徳皇后と追号された）の姉でもある。

## 生涯
陳州宛丘県の人。魏王符彦卿（符存審の四男）の次女。姉の宣懿皇后が崩じた後、顕徳6年（959年）6月に皇后に立てられた。10日後、柴栄も崩じた。新たに即位した柴栄の子の柴宗訓（恭帝）が幼少のため、符氏は皇太后として垂簾聴政し、范質、王溥、趙匡胤らが補佐した。
陳橋の変後、趙匡胤を皇帝として宋が建てられると、符氏は西宮にうつされたが、周太后を号し、生活待遇は変わらなかった。柴宗訓は鄭王に封じられて房州に移され、21歳で薨去した。周太后は出家し、「玉清仙師」を称した。淳化4年（993年）10月、崩じた。夫の諡を重ねて「宣慈」と諡され、宣懿皇后の陵に従葬された。

## 伝記資料
- 『宋史』
- 『新五代史』
- 『旧五代史』